# Anna Kobosilová
Anna Kobosilová (27. ledna 1910 – ???) byla česká a československá politička Komunistické strany Československa a poúnorová poslankyně Národního shromáždění ČSSR a Sněmovny lidu Federálního shromáždění.

## Biografie
Ve volbách roku 1960 byla zvolena za KSČ do Národního shromáždění ČSSR za Východočeský kraj. Mandát obhájila ve volbách v roce 1964. V Národním shromáždění zasedala až do konce jeho funkčního období v roce 1968. K roku 1968 se profesně uvádí jako dělnice-důchodkyně z Turnova.
Coby předsedkyně školské a kulturní komise ONV a vedoucí kádrového oddělení ve Sklářských strojírnách v Turnově byla během pražského jara terčem kritiky. 9. srpna 1968 byla po čtyřhodinové diskusi veřejností v Turnově donucena k rezignaci na post poslankyně Národního shromáždění. Po invazi vojsk Varšavské smlouvy do Československa její politická kariéra pokračovala.
Po federalizaci Československa usedla roku 1969 do Sněmovny lidu Federálního shromáždění (volební obvod Turnov), kde setrvala do konce volebního období, tedy do voleb roku 1971.